# Hjärtmussla
Hjärtmussla (Cerastoderma edule) är en art i klassen musslor som ingår i gruppen blötdjur.

## Utseende

Höger klaff
Vänster klaff

Musslan har ett blekgult eller ljusbrunt skal med regelbunden form, insidans radieränder är korta och sträcker sig inte långt innanför mantellinjen. Längden går upp till 5 cm.
Cerastoderma edule

Höger och vänster klaff av samma exemplar:

Höger klaff
Vänster klaff

Höger klaff
Vänster klaff

Cerastoderma edule var. belgicum

Höger och vänster klaff av samma exemplar:

Höger klaff
Vänster klaff

Cerastoderma edule var. loppensi

Höger och vänster klaff av samma exemplar:
- Höger klaff
- Vänster klaff

Cerastoderma edule var. maculatum

Höger och vänster klaff:
- Höger klaff
- Vänster klaff

## Miljö
Djuret gräver sig ner i sediment (ofta vid sandiga tidvattensfönster). Den kan gräva ner sig i sand på ca. 10 min och överleva en månad i en frusen sandbotten. Musslan förekommer 0 till 20 meter under vattenytan. Lever i saltvatten.

## Föda
Mikroskopiska vattenorganismer som filtreras, vattnet pumpas sedan ut genom en utströmningsöppning. Genom den stora inströmningsöppningen får musslan ett diffust insug med låg strömhastighet medan den lilla riktade utströmningsöppningen ger en hög strömhastighet, därmed filtreras inte samma vatten flera gånger.

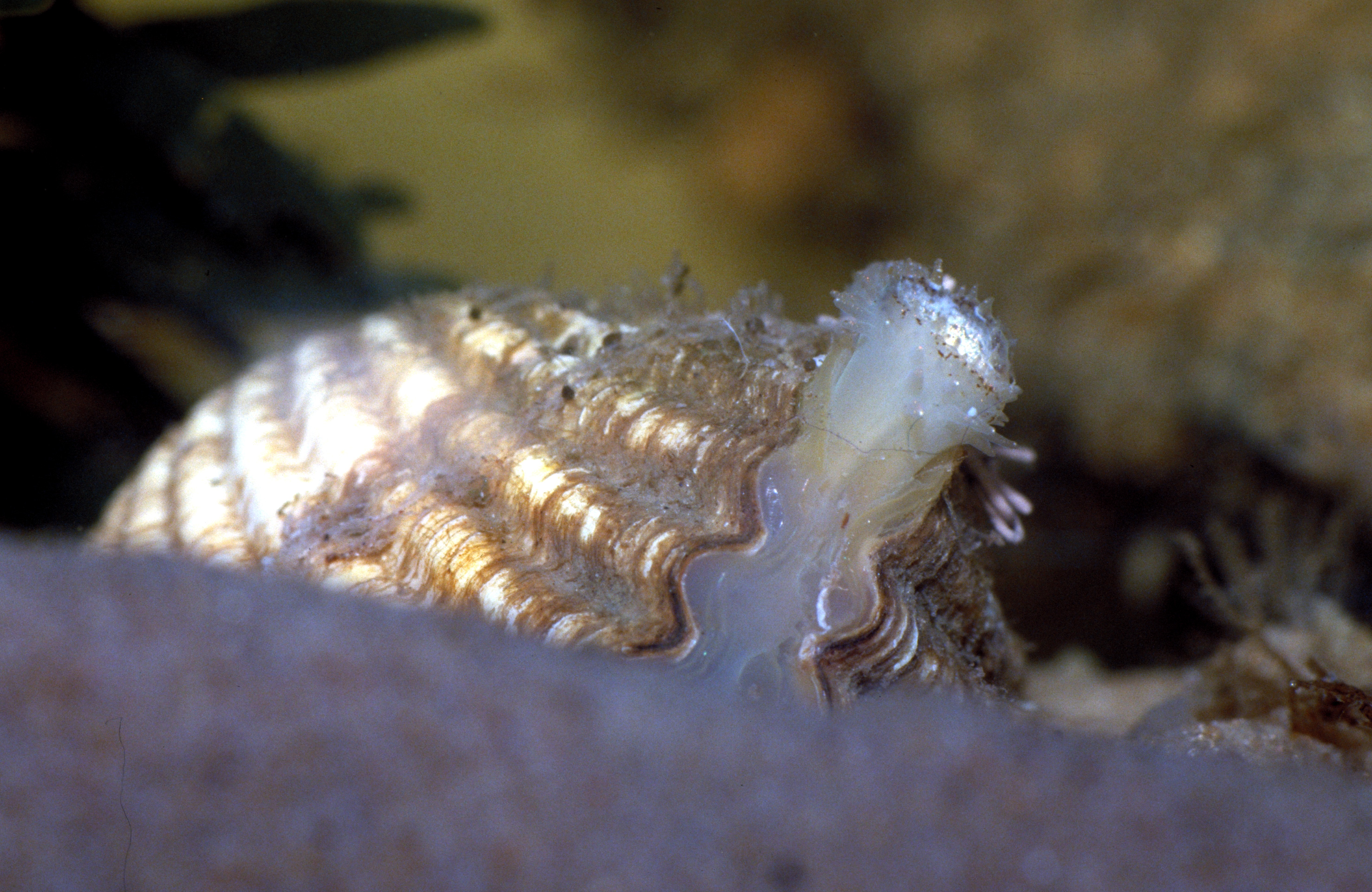
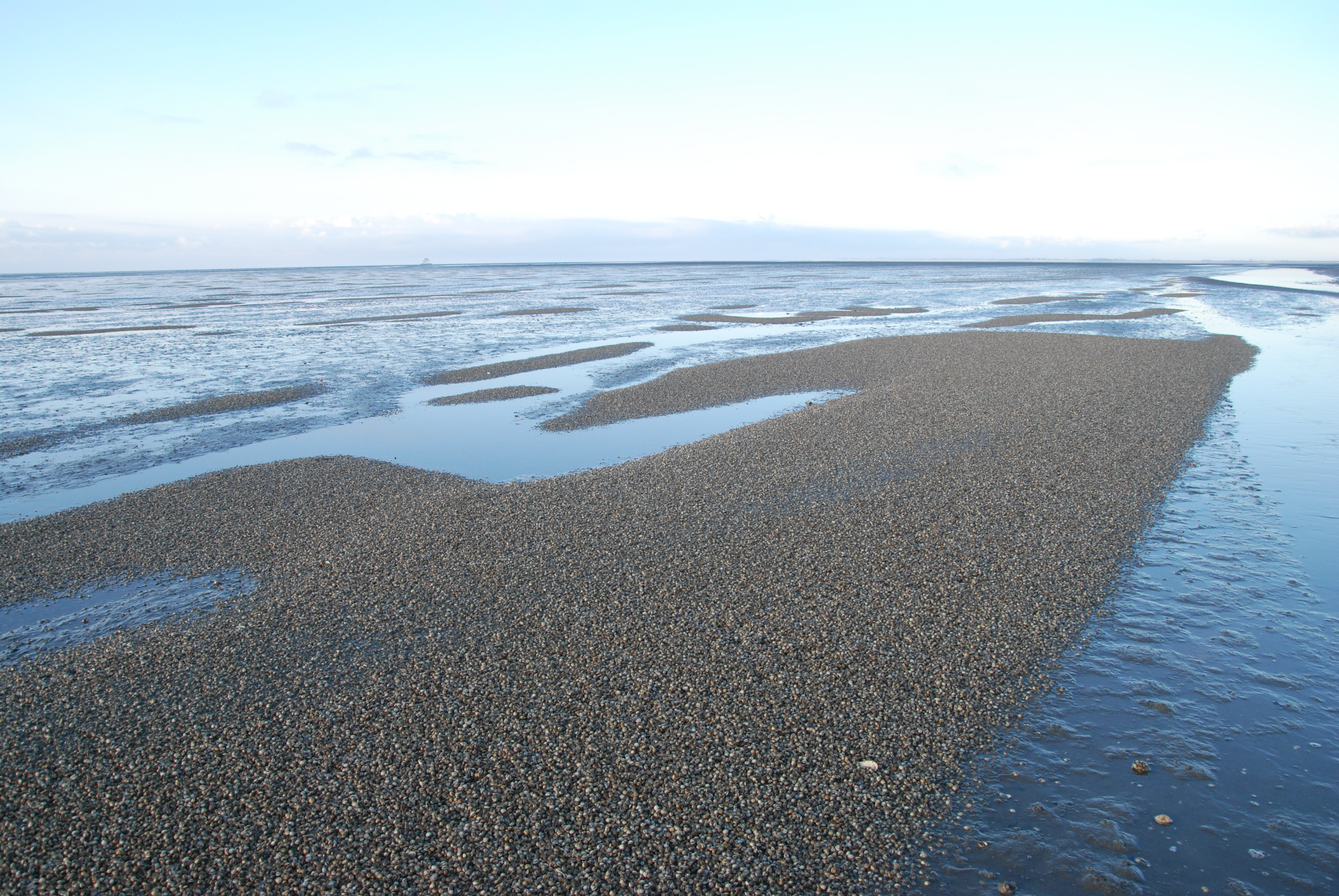